# Marcha de la muerte

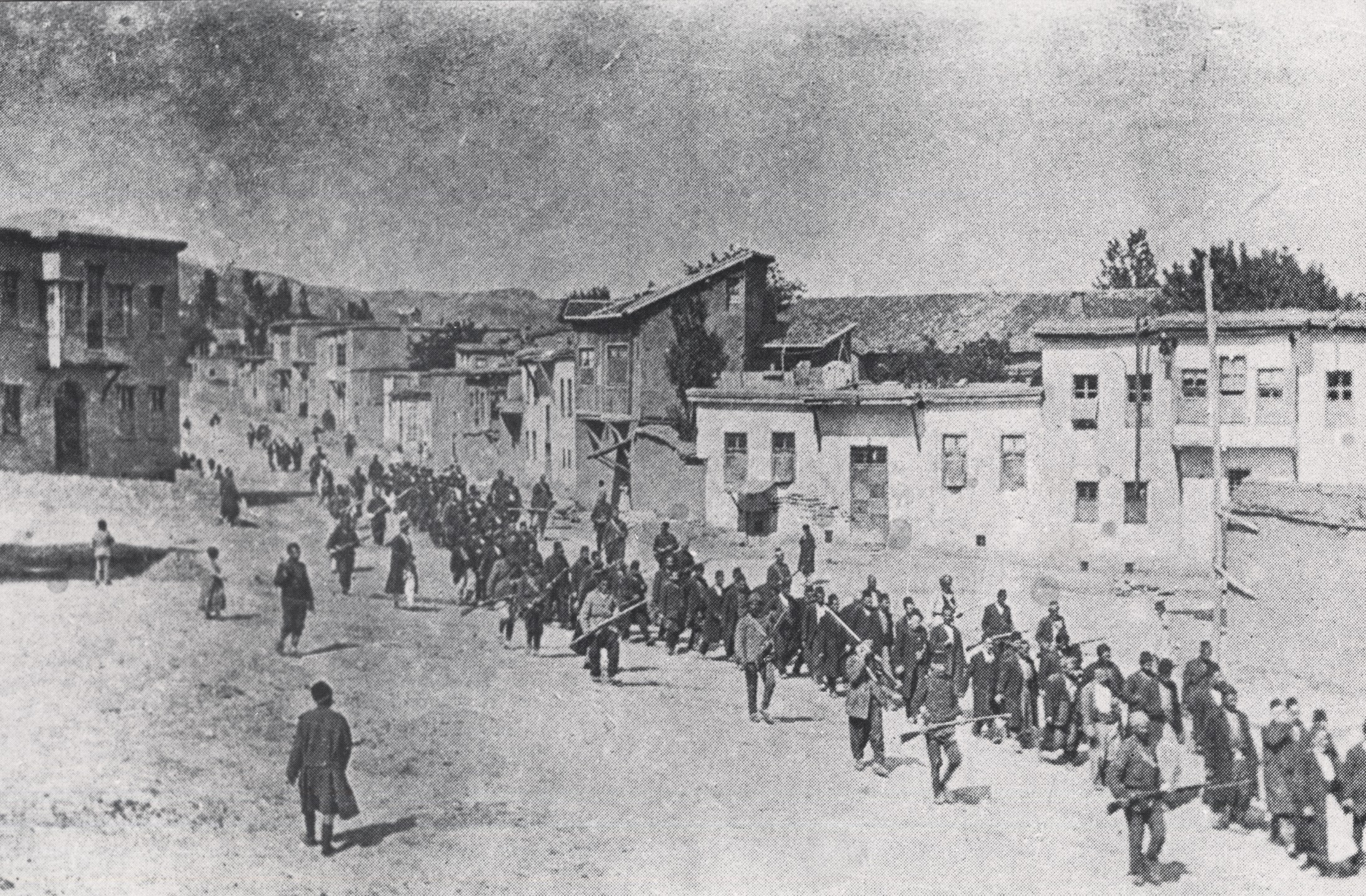
Armenios marchando hacia una prisión próxima a Mezireh y escoltados por soldados Turco-Otomanos armados durante el genocidio armenio. Elazığ, Imperio otomano, abril de 1915.

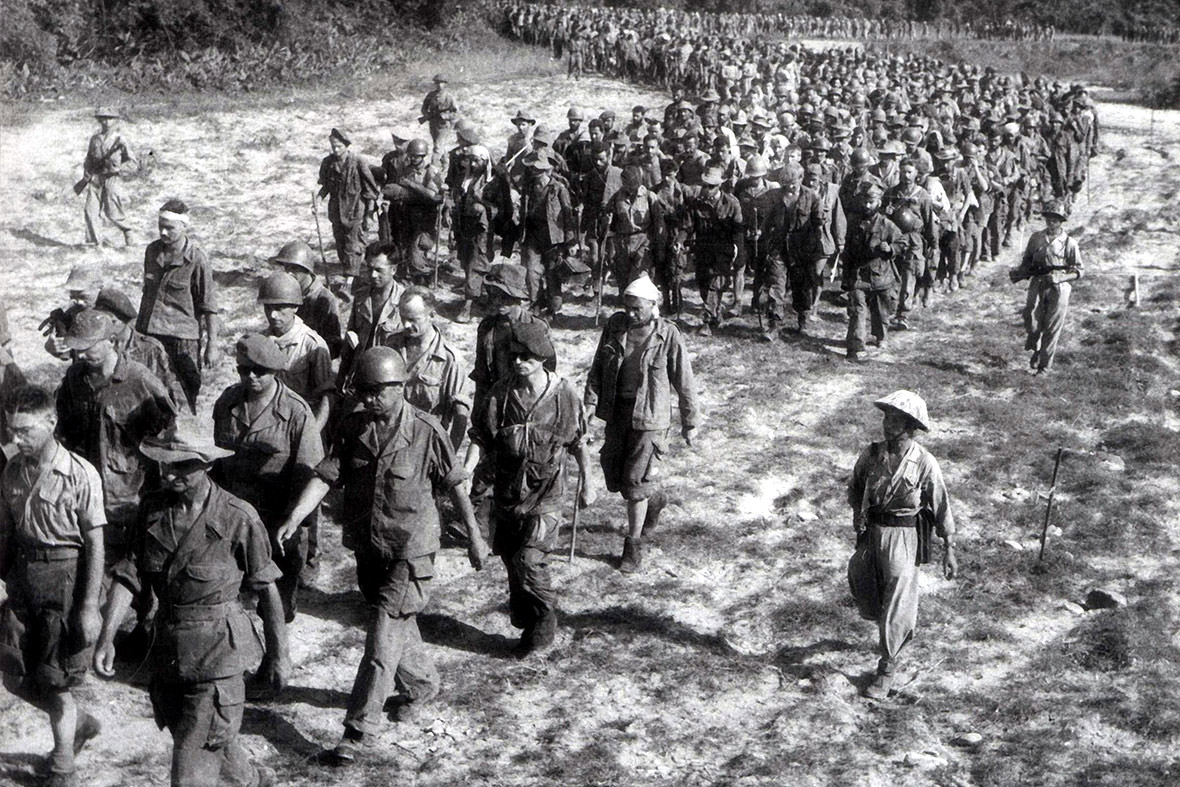
Soldados franceses capturados en la batalla de Ðiện Biên Phủ, forzados a marchar 600 kilómetros a pie. De 10,863 prisioneros, solo 3,290 fueron repatriados cuatro meses más tarde.

Las marchas de la muerte son marchas forzadas de prisioneros de guerra u otros prisioneros o personas deportadas. Aquellos que son obligados a marchar deben caminar largas distancias por un periodo de tiempo extremadamente largo y no se les provee comida o agua, o se considera esta provisión "inadecuada". Los prisioneros que colapsan son dejados a su suerte o ejecutados por los guardias.
Aunque existen varios ejemplos de estas marchas en los últimos dos siglos, las más notorias fueron las que tuvieron lugar durante la Segunda Guerra Mundial, llevadas a cabo por la Alemania nazi y Japón. El término suele usarse ante todo para referirse a las marchas forzadas de prisioneros de campos de concentración por parte de la Alemania nazi entre 1944 y 1945.

## Ejemplos de marchas de la muerte
- En 1835, Aleksandr Herzen encontró a jóvenes cantonistas judíos (algunos hasta de 8 años) escuálidos que habían sido reclutados por el Ejército Imperial Ruso. Herzen estaba siendo trasladado a su confinamiento en Vyatka, mientras que los cantonistas estaban siendo trasladados a pie a Kazán, y su oficial se quejó de que un tercio de ellos ya había muerto debido a las condiciones de la marcha.[1]

- En 1838, la Nación Cherokee fue obligada a marchar al oeste hacia Oklahoma. Esta marcha de la muerte fue llamada el Sendero de Lágrimas, donde se estima que 4.000 hombres, mujeres y niños murieron durante la relocalización.[2]

- Durante el genocidio armenio de 1915, cientos de miles de hombres, mujeres y niños fueron forzados a caminar a través del desierto de Deir ez-Zor a los campos de Deir ez-Zor, donde la mayoría de ellos murieron. Hoy en día existe un monumento en Deir ez-Zor en memoria de los que perecieron en las marchas.

- Durante la guerra del Pacífico, el Ejército Imperial Japonés llevó a cabo marchas de la muerte, entre ellas las infamantes Marcha de la muerte de Batán en 1942 y las Marchas de la muerte de Sandakan en 1944-45.

- El término "marcha de la muerte" ha sido utilizado extensamente en el contexto de la historia de la Segunda Guerra Mundial por víctimas e historiadores para referirse al traslado forzoso de miles de prisioneros por parte de Alemania nazi, en su mayoría judíos, de los campos de concentración nazis cerca del frente de batalla, hacia el interior de Alemania.

- También en el contexto de la Segunda Guerra Mundial, La Marcha se refiere a una serie de marchas en la última fase de la Segunda Guerra Mundial en Europa cuando 80,000 prisioneros de guerra aliados occidentales fueron forzados a marchar a través de Polonia, Checoslovaquia y Alemania durante el invierno durante cuatro meses, desde enero hasta abril de 1945.

- En la Marcha de la muerte de Brünn en el verano de 1945, los checos expulsaron a los alemanes de los Sudetes hacia Austria, matando a 800 personas en el proceso.

- Durante la guerra árabe-israelí de 1948, unos 70.000 árabes palestinos de las ciudades de Al-Ramla y Lydda fueron expulsados por las fuerzas israelíes, y se estima que 350 personas murieron en lo que se ha denominado la Marcha de la muerte de Lydda.[3]

- En la guerra de Corea,  200.000 soldados de los Cuerpos de Defensa Nacional de Corea del Sur fueron obligados a marchar por sus jefes durante el invierno de 1951, y 90.000 soldados murieron de hambre o enfermedad debido a la malversación de fondos de sus comandantes.[4] Este incidente se conoce como el Incidente de los Cuerpos de Defensa Nacional.

- En julio de 1973, el Ejército Africano para la Liberación Nacional de Zimbabue (ZANLA) capturó 292 estudiantes y profesores de una escuela de la misión de St. Albert's entre Centenary y Mount Darwin en Rodesia (hoy Zimbabue) y los obligó a marchar hacia Mozambique, donde se encontraban las bases del ZANLA. La marcha fue interceptada por las Fuerzas de Seguridad de Rodesia antes de que cruzaran la frontera, pero solo ocho de los niños y el personal pudieron ser rescatados.[5]

- Durante el régimen comunista de los Jemeres Rojos en Camboya, la evacuación forzosa de las ciudades trajo consigo la muerte de cientos de miles de personas.